# Hogna placata
Hogna placata Roewer, 1959 è un ragno appartenente alla famiglia Lycosidae.

## Caratteristiche
I cheliceri sono di colore nerastro; la parte frontale è ricoperta da una peluria bianco-grigia.
L'olotipo femminile rinvenuto ha lunghezza totale è di 17 mm; la lunghezza del cefalotorace è di 8 mm e quella dell'opistosoma è di 9 mm.

## Distribuzione
La specie è stata reperita nel Lesotho: sugli specimen non è indicata una località specifica (all'epoca del rinvenimento degli esemplari questo stato era parte del Sudafrica ed era denominata Basutoland).

## Tassonomia
Al 2017 non sono note sottospecie e dal 1959 non sono stati esaminati nuovi esemplari.